# Карири-Ориентал (микрорегион)
Карири-Ориентал (порт. Microrregião do Cariri Oriental) — микрорегион в Бразилии, входит в штат Параиба. Составная часть мезорегиона Борборема. Население составляет 63 704	человека (на 2010 год). Площадь — 	4219,150	 км². Плотность населения — 	15,10	 чел./км².

## Демография
Согласно сведениям, собранным в ходе переписи 2010 г. Национальным институтом географии и статистики (IBGE), население микрорегиона составляет:						
| Полное население                             | Полное население                             | Полное население                             | Полное население                             | 63 704 |
| -------------------------------------------- | -------------------------------------------- | -------------------------------------------- | -------------------------------------------- | ------ |
| в том числе:                                 | Городское население                          | 29 483                                       | Процент городского населения, %              | 46,28  |
|                                              | Сельское население                           | 34 221                                       | Процент сельского населения, %               | 53,72  |
|                                              | Мужское население                            | 31 867                                       | Процент мужского населения, %                | 50,02  |
|                                              | Женское население                            | 31 837                                       | Процент женского населения, %                | 49,98  |
| Плотность населения, чел/км²                 | Плотность населения, чел/км²                 | Плотность населения, чел/км²                 | Плотность населения, чел/км²                 | 15,10  |
| Население микрорегиона в % к населению штата | Население микрорегиона в % к населению штата | Население микрорегиона в % к населению штата | Население микрорегиона в % к населению штата | 1,69   |

## Статистика
- Валовой внутренний продукт на 2003 год составляет 159 402 359,00 реалов (данные: Бразильский институт географии и статистики).
- Валовой внутренний продукт на душу населения на 2003 год составляет 2623,28 реалов (данные: Бразильский институт географии и статистики).
- Индекс развития человеческого потенциала на 2000 год составляет 0,620 (данные: Программа развития ООН).

## Состав микрорегиона
В составе микрорегиона включены следующие муниципалитеты:
1. Алкантил
2. Барра-ди-Сантана
3. Барра-ди-Сан-Мигел
4. Бокейран
5. Кабасейрас
6. Караубас
7. Катурите
8. Гуржан
9. Риашу-ди-Санту-Антониу
10. Санту-Андре
11. Сан-Домингус-ду-Карири
12. Сан-Жуан-ду-Карири